# Puente de Génave (kommunhuvudort)
Puente de Génave är en kommunhuvudort i Spanien.   Den ligger i provinsen Provincia de Jaén och regionen Andalusien, i den centrala delen av landet, 240 km söder om huvudstaden Madrid. Puente de Génave ligger 544 meter över havet och antalet invånare är 2 064.
Terrängen runt Puente de Génave är huvudsakligen kuperad, men åt nordväst är den platt. Puente de Génave ligger nere i en dal. Runt Puente de Génave är det ganska glesbefolkat, med 22 invånare per kvadratkilometer. Närmaste större samhälle är Beas de Segura, 13,6 km sydväst om Puente de Génave. Omgivningarna runt Puente de Génave är i huvudsak ett öppet busklandskap.